# Kopenhaagse interpretatie
De Kopenhaagse interpretatie is een interpretatie van de kwantummechanica die rond 1927 geformuleerd werd door Niels Bohr en Werner Heisenberg toen zij samenwerkten in Kopenhagen. Bohr en Heisenberg breidden de waarschijnlijkheidsinterpretatie van de golffunctie, zoals die door Max Born was opgesteld, uit. Met hun interpretaties trachtten zij een antwoord te geven op een aantal knellende vragen die waren ontstaan als het resultaat van de golf-deeltjedualiteit in de kwantummechanica, zoals het meetprobleem in de kwantummechanica.

## De betekenis van de golffunctie
De Kopenhaagse interpretatie neemt aan dat er twee verschillende processen zijn die de golffunctie beïnvloeden:
- de unitaire ontwikkeling volgens de schrödingervergelijking;
- het proces van de meting.

Hoewel er geen dubbelzinnigheid bestaat over het eerste, staat het tweede verschillende interpretaties toe, zelfs binnen de Kopenhaagse interpretatie. Men kan de golffunctie zien óf als een reëel object vóór "ineenstorting" (collapse) van de golffunctie , óf  als een wiskundig hulpmiddel zonder reële fysische eigenschappen, waarvan de enige fysische toepasbaarheid het berekenen van de waarschijnlijkheden is. Niels Bohr benadrukte dat het alleen het resultaat van de meting is dat voorspeld zou moeten worden, en andere vragen daarom niet wetenschappelijk, maar eerder filosofisch van aard zijn. Bohr volgde daarmee het principe van het positivisme uit de filosofie dat stelde dat alleen meetbare vragen door wetenschappers moeten worden bestudeerd.
In het tweespletenexperiment van Thomas Young worden, als licht door twee spleten op een scherm valt, afwisselend heldere en donkere banden geproduceerd. Deze kunnen verklaard worden als gebieden waar het licht dan wel constructief, dan wel destructief interfereert. Maar er werd experimenteel aangetoond dat licht enkele deeltjesachtige eigenschappen bezit en dat deeltjes, zoals elektronen, golfeigenschappen bezitten en zodoende ook interferentiepatronen kunnen produceren.
Dit bracht een aantal interessante vragen naar voren. Stel dat men het tweespletenexperiment zou uitvoeren en de intensiteit van de bron zodanig zou reduceren dat er maar één foton (of elektron) tegelijkertijd door de spleten gaat. Bij uitvoering van het experiment zal men zien dat er per keer maar één elektron of foton het scherm zal raken. Maar als men dit zeer veel keren zou herhalen, zou men wederom een interferentiepatroon te zien krijgen als bij interfererende golven, hoewel het experiment is uitgevoerd met één deeltje per keer. Deze eigenschap betekent dat we leven in een waarschijnlijkheidswereld, een met vaste waarschijnlijkheden voor de "volgende" klassieke toestand op een gegeven moment, in plaats van dat we leven in een wereld waarin er een oneindig bereik is aan wat er als "volgende" toestand gerealiseerd zal worden.

## Gevolgen
De vragen die dit experiment oproept zijn:
1. De regels van de kwantummechanica vertellen statistisch waar de deeltjes het scherm zullen raken en zullen heldere banden identificeren als plaatsen waar waarschijnlijk veel deeltjes terecht zullen komen, en donkere banden met plaatsen waar waarschijnlijk weinig deeltjes terecht zullen komen. Maar, voor een enkel deeltje kunnen de regels van de kwantummechanica niet voorspellen waar dat deeltje waargenomen zal worden. Wat zijn de regels die bepalen waar een individueel deeltje zal worden waargenomen?
2. Wat gebeurt er met het deeltje tussen het tijdstip waarop het wordt uitgezonden en het tijdstip waarop het wordt waargenomen? Het deeltje lijkt met beide spleten interactie te vertonen, en dit lijkt inconsistent met het gedrag van een puntdeeltje. Wanneer het wordt waargenomen ziet men echter een puntdeeltje.
3. Wat zorgt ervoor dat het deeltje schakelt tussen statistisch en niet-statistisch gedrag? Als het deeltje door de spleten beweegt, lijkt zijn gedrag beschreven te worden door een niet-gelokaliseerde golffunctie die door beide spleten tegelijkertijd reist. Maar wanneer het deeltje wordt waargenomen, is het nooit een niet-gelokaliseerd golfpakket en blijkt het altijd een enkel puntdeeltje te zijn.

De Kopenhaagse interpretatie beantwoordt deze vragen als volgt:
1. De waarschijnlijkheidstoestanden die door de kwantummechanica ontstaan zijn onherleidbaar in de zin dat zij niet exclusief staan voor onze gelimiteerde kennis van een of meerdere verborgen variabelen. In de klassieke natuurkunde werden waarschijnlijkheden gebruikt voor het voorspellen van het aantal ogen dat gegooid wordt met een dobbelsteen, hoewel men dacht dat het proces deterministisch bepaald is. Waarschijnlijkheden werden gebruikt als vervanging voor de volledige kennis. De Kopenhaagse interpretatie zegt daarentegen dat binnen de kwantummechanica de uitkomst van de meting volledig ondeterministisch is.
2. Natuurkunde is de wetenschap die de uitkomst van metingen bestudeert. Verdere speculaties kunnen niet worden geverifieerd: de Kopenhaagse interpretatie ziet vragen als "Waar was het deeltje voordat ik de positie ging meten?" als zonder betekenis.
3. De meting zelf veroorzaakt het direct instorten van de golffunctie. Dit houdt in dat het meetproces willekeurig een van de vele toegestane mogelijkheden voor de golffunctie van die toestand uitkiest en de golffunctie onmiddellijk verandert in overeenstemming met die keuze.

De originele formulering van de Kopenhaagse interpretatie heeft tot verschillende varianten geleid: een hiervan is gebaseerd op de consistente geschiedenissen en het concept van kwantumdecoherentie dat ons toestaat om de wazige grens tussen microscopische en de macroscopische wereld te berekenen. Andere varianten verschillen in de manier waarop de realiteit wordt toegekend aan de golffunctie.

## Acceptatie onder de natuurkundigen
Volgens een peiling tijdens een workshop over kwantummechanica in 1997, is de Kopenhaagse interpretatie de meest algemeen geaccepteerde specifieke interpretatie van de kwantummechanica, gevolgd door de veel-werelden-interpretatie. Hoewel de huidige trend een duidelijke competitie laat zien met andere interpretaties, heeft de Kopenhaagse interpretatie door de 20ste eeuw heen onder fysici op veel acceptatie kunnen rekenen.

## Kritiek
De compleetheid van de kwantummechanica (stelling 1) werd aangevallen door het Einstein-Podolsky-Rosen-gedachte-experiment waarin werd getracht te laten zien dat de kwantumfysica geen complete theorie kan zijn. Maar pogingen om de EPR-paradox experimenteel te testen - gebruik makend van de ongelijkheid van Bell - hebben de voorspellingen van de kwantummechanica ondersteund. Zij lieten zien dat theorieën over lokale verborgen variabelen niet overeenstemmen met het experimentele bewijs.
Van de drie stellingen hierboven is vanuit natuurkundig oogpunt de derde misschien wel de meest problematische, omdat ze een speciale status toekent aan het meetproces zonder precies de eigenaardige effecten te definiëren of uit te leggen. In zijn artikel Criticism and Counterproposals of the Copenhagen Interpretation of Quantum Theory (Kritiek en tegenvoorstellen op de Kopenhaagse interpretatie van de kwantumtheorie) zegt Heisenberg:
"Natuurlijk moet de introductie van de waarnemer niet verkeerd begrepen worden door te impliceren dat er een of ander subjectief kenmerk wordt ingebracht in de beschrijving van de natuur. De waarnemer heeft alleen de functie van het registreren van beslissingen (dat wil zeggen processen in ruimte en tijd), en het doet er niet toe of de waarnemer een apparaat is of een mens. Maar het proces van registratie (dat wil zeggen de transformatie van het "mogelijke" naar het "feitelijke") is hier onontbeerlijk en kan niet worden weggelaten uit de interpretatie van de kwantumtheorie."
Veel fysici en filosofen hebben bezwaar gemaakt tegen de Kopenhaagse interpretatie, zowel vanwege het niet-deterministische ervan als vanwege de beschouwing van het meetproces die de waarschijnlijkheidsfuncties omzet in niet-waarschijnlijkheidsmetingen. Zo zei Einstein: "Ik ben er in ieder geval van overtuigd dat Hij niet met dobbelstenen gooit." en "Denk je werkelijk dat de maan er niet is op het moment dat je er niet naar kijkt?" Bohr zei hierop: "Einstein, vertel God niet wat hij moet doen". Erwin Schrödinger bedacht het experiment met Schrödingers kat om de incompleetheid van de kwantumfysica te illustreren wanneer je gaat van een subatomair naar een macroscopisch systeem.
Ook het benodigde ineenstorten van de golffunctie over de hele ruimte kan als problematisch worden beschouwd.
Steven Weinberg zei in Einstein's Mistakes, Physics Today, november 2005, p. 35:
"Al deze bekende verhalen zijn waar, maar er blijft een zekere ironie over. Bohrs versie van de kwantummechanica was onvolledig, maar niet om de reden die Einstein had bedacht. De Kopenhaagse interpretatie beschrijft wat er gebeurt als een waarnemer een meting doet, maar de waarnemer en de meting zelf worden klassiek behandeld. Dit is zeker verkeerd. Fysici en hun apparatuur moeten beschreven worden volgens dezelfde kwantummechanische regels die al het andere in het universum beschrijven. Maar deze regels worden uitgedrukt in termen van golffuncties (of, nog preciezer, toestandsvectoren) die op een perfect deterministische wijze veranderen. Dus waar komen de waarschijnlijkheidsregels van de Kopenhaagse interpretatie vandaan?
In de afgelopen jaren is er volop vooruitgang geboekt in de richting van de oplossing van het probleem, waarop hier niet kan worden ingegaan. Het volstaat te zeggen dat Bohr noch Einstein zich concentreerden op het echte probleem van de kwantummechanica. De Kopenhaagse regels blijken maar al te duidelijk te werken, dus moeten ze worden geaccepteerd. Maar dit laat de taak over om ze te verklaren door het toepassen van de deterministische vergelijkingen van de verandering, de schrödingervergelijking, de waarnemer en hun apparatuur."